# 돈 라센
돈 라센(Don Larsen, 본명: 돈 제임스 라센, Don James Larsen, 1929년 8월 7일 ~ 2020년 1월 1일)은 미국 프로야구 투수였다. 15년간의 메이저 리그 베이스볼(MLB) 경력 동안 1953년부터 1967년까지 7개의 다른 팀, 즉 세인트루이스 브라운스/볼티모어 오리올스(1953-54, 1965), 뉴욕 양키스(1955-1959), 캔자스 시티 애슬레틱스(1960~1961), 시카고 화이트삭스(1961), 샌프란시스코 자이언츠(1962~1964), 휴스턴 콜트 .45/애스트로스(1964~65), 시카고 컵스(1967)에서 투구했다.
라센은 1956년 월드 시리즈 5차전에서 MLB 역사상 6번째 퍼펙트 게임을 기록했다. 이는 월드 시리즈 역사상 유일한 솔로 무안타이자 완벽한 게임이며 MLB 포스트시즌 역사상 단 3명의 무안타 중 하나이다(나머지는 2010년 로이 할러데이의 무안타, 2022년 통합 휴스턴 애스트로스 무안타). 1956년 포스트시즌을 인정받아 월드 시리즈 최우수 선수상과 베이브 루스상을 수상했다.